# Кратос (серски вестник)
Вижте пояснителната страница за други значения на Кратос.
„Кратос“ (на гръцки: Κράτος, в превод Държава) е гръцки вестник, излизал в Сяр, Гърция от 12 февруари 1950 година.
Подзаглавието е Седмичен вестник на принципите на Демократическата социалистическа партия на Г. Папандреу (Εβδομαδιαία εφημερίς των αρχών του Δημοκρατικού Σοσιαλιστικού Κόμματος Γ. Παπανδρέου). Собственик и директор на вестника е Анастасиос Галдемис. Вестникът излиза в две страници 29 х 33, а от втория брой – 41 х 55.